# استاری آشیت
استاری آشیت (انگلیسی: Stary Ashit) یک شهرک در شهرستان کراسنوکامسکی استان باشقیرستان کشور روسیه است.